# فرانسوا أنتوان
فرانسوا بول أنتوان (بالفرنسية: François Paul Anthoine) (28 فبراير 1860 – 25 ديسمبر 1944) كان جنرالًا في الجيش الفرنسي خلال الحرب العالمية الأولى، ولعب دورًا بارزًا في عدة حملات عسكرية كبرى ضمن الجبهة الغربية.

## بداية خدمته العسكرية
مع اندلاع الحرب العالمية الأولى في عام 1914، كان أنتوان يشغل منصب رئيس أركان الجنرال كاستلنوه، قائد الجيش الفرنسي الثاني، وساهم في تنسيق العمليات في المراحل الأولى من الحرب.

## حملة نيفيل 1917
في ربيع عام 1917، شارك أنتوان في التخطيط والتنفيذ لحملة الجنرال روبرت نيفيل، التي استهدفت اختراق الجبهة الألمانية عبر هجوم أيسن الثاني. وقد قاد أنتوان إحدى المجموعات الهجومية كجزء من العملية، لكنه واجه صعوبات كبرى بسبب قوة الدفاعات الألمانية وسوء التقديرات التكتيكية.
انتهت الحملة إلى فشل كبير، ما تسبب في خسائر بشرية هائلة وانخفاض المعنويات بين الجنود الفرنسيين، وأدى إلى إقالة نيفيل في وقت لاحق، وتعرض أنتوان نفسه لانتقادات شديدة.

## الأدوار اللاحقة
بعد حملة نيفيل، تولى أنتوان مناصب عسكرية أخرى في القيادة العليا، لكنه لم يعد إلى الواجهة بنفس الزخم الذي كان له في بداية الحرب. وقد أنهى خدمته بعد انتهاء النزاع في 1918.

## وفاته
توفي فرانسوا أنتوان في 25 ديسمبر 1944 عن عمر ناهز 84 عامًا، بعد أن قضى حياته في الخدمة العسكرية، خصوصًا خلال واحدة من أكثر الحروب دموية في التاريخ الحديث.